# 정지현 (연출가)
정지현은 대한민국의 텔레비전 드라마 연출감독이다.

## 드라마
- 2019년 tvN 수목미니시리즈《검색어를 입력하세요 WWW》(공동연출)
- 2020년 SBS 금토드라마 《더 킹 : 영원의 군주》(공동연출)
- 2021년 tvN 월화드라마 《너는 나의 봄》(연출)
- 2022년 tvN 토일드라마 《스물다섯 스물하나》(연출)